# Slezští Piastovci
Slezští Piastovci je souhrnné označení příslušníku rodu Piastovců, vládnoucích ve Slezsku.

## Historie
Zakladatelem této větve Piastovců byl polský kníže Vladislav II. Vyhnanec, nejstarší syn Boleslava III. Křivoústého, jenž po roku 1146 pobýval spolu se svou rodinou v exilu v říši. Jeho synové se vrátili po teprve roku 1163, kdy jim bylo uděleno Slezsko (Boleslav I. Vysoký, Měšek I. Křivonohý a Konrád Hlohovský).

Znak hornoslezských Piastovců

Během své existence se rod slezských Piastovců dále větvil. Z původních dvou větví (hornoslezská od Měška I. Křivonohého a dolnoslezská od Boleslava I. Vysokého) tak vznikly další větve:
- vratislavská († 1335)
- ratibořská († 1336)
- kozelsko-bytomská († 1354/55)
- svídnicko-javorská († 1368)
- falkenberská († 1382)
- starší osvětimská (†1405)
- minsterberská († 1428)
- olešnická († 1492)
- mladší osvětimská († 1495/97)
- hlohovsko-zaháňská († 1504)
- zátorská († 1519/21)
- opolská († 1532)
- těšínská († 1625) a
- poslední přeživší lehnická († 1675).[p 1] Posledním slezským Piastovcem (a Piastovcem vůbec) byl Jiří Vilém Lehnický, který zemřel roku 1675 v Brzegu.

## Rodokmen
1. Vladislav II. Vyhnanec (1105 – 1159), slezský kníže (1138 – 1146)
  1. Boleslav I. Vysoký (1127 – 1201), slezský (1163 – 1177), hornoslezský (1177 – 1201) a opolský (1201) kníže
    1. Jaroslav Opolský (1143/60 – 1201), vratislavský biskup (1198 – 1201) a opolský kníže (1177 – 1201)
    2. Jindřich I. Bradatý (1165/70 – 1238), vratislavský (1201 – 1238) a opolský (1201 – 1202) kníže, polský kníže-senior (1232 – 1238)
      1. Jindřich II. Pobožný († 1241)
        1. Konrád I. Hlohovský († 1273/74)
          1. Přemek Stínavský († 1289)
          2. Konrád II. Hrbatý († 1304)
          3. Jindřich III. Hlohovsko-Zaháňský († 1309)
            1. Jindřich IV. Věrný († 1342)
              1. Jindřich V. Železný († 1369)
                1. Jindřich VI. Starší († 1393)
                2. Jindřich VII. Střední († 1394/95)
                3. Jindřich VIII. Mladší († 1397)
                  1. Jan I. Zaháňský († 1439)
                    1. Baltazar Zaháňský († 1472)
                    2. Rudolf Zaháňský († 1454)
                    3. Václav Zaháňský († 1488)
                    4. Jan II. Šílený († 1504), poslední mužský člen zaháňské větve

                  2. Jindřich IX. Starší († 1467)
                    1. Jindřich XI. Hlohovsko-Krosenský († 1476), poslední mužský člen hlohovské větve

                  3. Jindřich X. Mladší († 1423)
                  4. Václav Krosenský († 1430/31)

                4. Hedvika Zaháňská – polská královna, manželka Kazimíra III. Velikého

            2. Konrád I. Olešnický († 1366)
              1. Konrád II. Olešnicko-Kozelský († 1403)
                1. Konrád III. Olešnický († 1412/13)
                  1. Konrád IV. Starší († 1447)
                  2. Konrád V. Kantner († 1439)
                    1. Konrád XI. Černý († 1471)
                    2. Konrád X. Bílý († 1492), poslední mužský člen olešnické větve

                  3. Konrád VI. Děkan († 1427)
                  4. Konrád VII. Bílý († 1452)
                  5. Konrád VIII. Mladší († 1444/47)

            3. Boleslav Olešnický († 1321)
            4. Jan Hlohovsko-Stínavský († 1365)
            5. Přemek Hlohovský († 1331)

        2. Jindřich III. Bílý († 1266)
          1. Jindřich IV. Probus († 1290)

        3. Boleslav II. Lysý († 1278)
          1. Jindřich V. Tlustý († 1296)
            1. Jindřich VI. Dobrý († 1335), poslední mužský člen vratislavské větve
            2. Boleslav III. Marnotratný († 1352)
              1. Václav I. Lehnický († 1364)
                1. Ruprecht I. Lehnický († 1409)
                2. Václav II. Lehnický († 1419)
                3. Boleslav IV. Lehnický († 1394)
                4. Jindřich VII. Lehnický († 1398)

              2. Ludvík I. Lehnicko-Břežský († 1398)
                1. Jindřich VIII. Zjizvený († 1399)
                  1. Jindřich IX. Hajnovský († 1419/20)
                    1. Ruprecht II. Hajnovský († 1431)
                    2. Václav III. Olavský († 1423)
                    3. Ludvík III. Lubinský († 1441)
                      1. Jan Lubinský († 1453)
                        1. Fridrich I. Lehnicko-Břežský († 1488)
                          1. Fridrich II. Lehnický († 1547)
                            1. Fridrich III. Lehnický († 1570)
                              1. Jindřich XI. Lehnicko-Hajnovský († 1588)
                              2. Fridrich IV. Lehnický († 1596)

                            2. Jiří II. Břežský († 1586)
                              1. Jan Jiří Volovský († 1592)
                              2. Jáchym Fridrich Břežský († 1602)
                                1. Jan Kristián Břežský († 1639)
                                  1. Jiří III. Břežský († 1664)
                                  2. Ludvík IV. Lehnický († 1663)
                                  3. Kristián Břežsko-Lehnický († 1672)
                                    1. Kristián Ludvík († 1664)
                                    2. Jiří Vilém Lehnický († 1675), poslední Piastovec

                                2. Jiří Rudolf Lehnický († 1653)

                          2. Jiří I. Břežský († 1521)

                      2. Jindřich X. Hajnovský († 1452)

                  2. Ludvík II. Lehnicko-Břežský († 1436)

          2. Bernard Hbitý († 1286/95?)
          3. Boleslav I. Surový († 1301)
            1. Bernard Svídnický († 1326)
              1. Boleslav II. Malý († 1368), poslední potomek svídnicko-javorské větve
              2. Jindřich II. Svídnický († 1343/45)
                1. Anna Svídnická – císařovna a česká královna, manželka Karla IV.

            2. Jindřich I. Javorský († 1346)
            3. Boleslav II. Minsterberský († 1341)
              1. Mikuláš I. Malý Minsterberský († 1358)
                1. Boleslav III. Minsterberský († 1410)
                  1. Jan Minsterberský († 1428), poslední mužský potomek minsterberské větve
                  2. Jindřich Minsterberský († 1420)
                  3. Kateřina Minsterberská – opavská vévodkyně, manželka Přemysla I. Opavského

            4. Beatrix Svídnicko-Javorská – císařovna, manželka Ludvíka IV. Bavora

        4. Vladislav Slezský († 1270)

      2. Konrád Kadeřavý († 1213)

    3. Boleslav (1157/63 – 1175/81)
    4. Konrád (1160/68 – 1175/90)
    5. Jan (cca 1161 – po 1174)
    6. Vladislav (? – ?)

  2. Měšek I. Křivonohý (1132/46 – 1211), slezský (1163 – 1177) a dolnoslezský (1177 – 1211) kníže
    1. Kazimír I. Opolský († 1229/30)
      1. Vladislav I. Opolský († 1281/82)
        1. Boleslav I. Opolský († 1313)
          1. Boleslav I. Falkenberský († 1362/65)
            1. Boleslav II. Falkenberský († 1367/68)
            2. Juta Falkenberská – opavská vévodkyně, manželka Mikuláše II. Opavského
            3. Václav Falkenberský († 1369)
            4. Jindřich Falkenberský († 1382), poslední potomek falkenberské větve

          2. Boleslav II. Opolský († 1356)
            1. Vladislav II. Opolský († 1401)
            2. Boleslav III. Opolský († 1382)
              1. Jan Kropidlo († 1421)
              2. Boleslav IV. Opolský († 1437)
                1. Boleslav V. Heretik († 1460)
                2. Jan I. Opolský († 1439)
                3. Mikuláš I. Opolský († 1476)
                  1. Ludvík Opolský († 1475/76)
                  2. Jan II. Opolský († 1532), poslední mužský potomek opolské větve
                  3. Mikuláš II. Opolský († 1497)

              3. Jindřich Opolský († 1394)
              4. Bernard Falkenberský († 1455)

          3. Albert Střelecký († 1366/75)

        2. Přemek Ratibořský († 1306)
          1. Lešek Ratibořský († 1336), poslední mužský potomek ratibořské větve
          2. Anna Ratibořská – opavská vévodkyně, manželka Mikuláše II. Opavského

        3. Kazimír II. Bytomsko-Kozelský († 1312)
          1. Boleslav Tošecký († 1328)
          2. Vladislav Kozelský († 1351/52)
            1. Kazimír Kozelský († 1342/47)
            2. Eufémie Kozelská – manželka Konráda I. Olešnického
            3. Boleslav Kozelsko-Bytomský († 1354/55), poslední mužský potomek kozelsko-bytomské větve
              1. Alžběta Kozelsko-Bytomská – manželka Přemysla I. Nošáka
              2. Eufémie Kozelsko-Bytomská – manželka Václava Falkenberského a Boleslava III. Minsterberského
              3. Bolka Kozelsko-Bytomská – manželka Čeňka z Vartenberka

          3. Zemovít Bytomský († 1342/55)
          4. Měšek - biskup († 1344)
          5. Marie Bytomská – uherská královna, manželka Karla I. Roberta

        4. Měšek I. Těšínský († 1315)
          1. Vladislav I. Osvětimský († 1321/24)
            1. Jan I. Osvětimský († 1372)
              1. Jan II. Osvětimský († 1376)
                1. Jan III. Osvětimský († 1405), poslední potomek starší osvětimské větve
                2. Kateřina Osvětimská († 1403)
                3. Anna Osvětimská († 1440/54)

              2. Anna Osvětimská († po 1354)

          2. Kazimír I. Těšínský († 1358/60?)
            1. Vladislav Těšínský († 1355)
            2. Boleslav Těšínský († 1356)
            3. Přemysl I. Nošák († 1410)
              1. Přemysl I. Osvětimský († 1406)
                1. Kazimír Osvětimský († 1434)
                2. Václav I. Zátorský († 1465/68)
                  1. Kazimír Zátorský († 1490)
                  2. Václav II. Zátorský († 1484/87)
                  3. Jan V. Zátorský († 1513)
                    1. Jan VI. Zátorský († 1519/21), poslední potomek zátorské větve

                  4. Vladislav Zátorský († 1493/94)

                3. Přemysl II. Osvětimský († 1484)
                4. Jan IV. Osvětimský († 1495/97) poslední mužský potomek mladší osvětimské větve

              2. Boleslav I. Těšínský († 1431)
                1. Václav I. Těšínský († 1474)
                2. Vladislav Těšínsko-Hlohovský († 1460)
                3. Přemysl II. Těšínský († 1477)
                4. Boleslav II. Těšínský († 1452)
                  1. Kazimír II. Těšínský († 1528)
                    1. Fridrich Těšínský († 1507)
                    2. Václav II. Těšínský († 1524)
                      1. Václav III. Adam Těšínský († 1579)
                        1. Fridrich Kazimír na Fryštátě († 1571)
                        2. Adam Václav Těšínský († 1617)
                          1. Fridrich Vilém Těšínský († 1625), poslední těšínský Piastovec
                          2. Václav Gottfried von Hohenstein – levoboček

            4. Jan Těšínský († 1359)
            5. Zemovít Těšínský († 1391/93)

          3. Viola Těšínská – česká královna, manželka Václava III.

      2. Měšek II. Otylý († 1246)

  3. Konrád Hlohovský (1146/57 – 1180/90), hlohovský kníže
  4. Albert († 1168/78)